# André de Schonen
Barone Jacques Jean Joseph André de Schonen (Parigi, 24 aprile 1869 – Boisgasnier, 8 dicembre 1933) è stato uno schermidore e tiratore a segno francese.

## Biografia
Il barone de Schonen partecipò ai Giochi della II Olimpiade e ai Giochi della VIII Olimpiade; entrambe le manifestazioni si svolsero a Parigi.
Nella prima Olimpiade partecipò alla gara di fioretto individuale, in cui fu eliminato ai ripescaggi, e alla gara di fossa olimpica di tiro, in cui arrivò settimo mentre nell'Olimpiade più recente arrivò nono nella gara di pistola da 25 metri.